# Varnhems Kloster
Varnhems kloster i Varnhem, Vestergøtland i Sverige, blev grundlagt i år 1150 af cisterciensermunke fra Alvastra kloster i Østergøtland.
Klosteret i Varnhem blev støttet af Eriksslægten, og mange af slægtens medlemmer er begravet ved klosteret. 
I 1234 blev klosteret hærget  af brand og blev lagt i ruiner, en katastrofe som gik over i en vækst-og blomstringsperiode, da Birger Jarl og flere af middelalderens stormænd tog initiativ til at finansiere en endnu smukkere og prægtigere opbygning af klosteret.
Klosterets ejendomme blev konfiskeret i 1527, og klosterbygningene blev nedbrændt af danske tropper i 1566 under Den Nordiske Syvårskrig. Kirken blev bygget op igen i løbet af 1600-tallet af Magnus Gabriel de la Gardie, som anlagde et familiemausoleum dér, men de øvrige klosterbygninger blev aldrig genopført. Kirken blev grundigt restaureret mellem 1911 og 1923, og mellem 1921 og 1929 blev der foretaget  arkæologiske udgravninger i hele den centrale del af klosteret. Videre udgravninger blev udført i 1976 og 1977.
I dag står Varnhems kirke idyllisk omgivet af ruiner. Antallet af turister, som besøger Varnhem, er mangedoblet takket være Jan Guillous bøger om Arn.
Cistercienserordenen fulgte den samme grundplan for alle de klostre, de byggede, hvilket    betyder, at man, uanset hvilken klosterruin man finder, let kan lokalisere de forskellige rum  og sale.
Klosterkirken har følgende ældre antikviteter:
- Altertavle: 1706
- Alteropsats: 1673
- Bænkerækker: 1672
- Døbefont: 1200-tallet
- Prædikestol: 1673

Kendte personer begravet ved Varnhem 
- Knut Eriksson
- Erik Knutsson
- Erik Eriksson
- Birger Jarl, hans hustru Mechtild af Holsten og hans tidligt døde søn Erik Birgersson af Sverige.
- Bjørn Näf, ridder, rigsrådsmedlem og lærer for Magnus Ladulås.
- Magnus Gabriel De la Gardie, død 1686